# Seriana dziobata
Seriana dziobata är en insektsart som beskrevs av Irena Dworakowska 1976. Seriana dziobata ingår i släktet Seriana och familjen dvärgstritar. Inga underarter finns listade i Catalogue of Life.